# アストンマーティン・DB7
DB7は、イギリスの自動車メーカー、アストン・マーティン・ラゴンダ・リミテッドが1994年から2004年にかけて製造していた、クーペまたはオープンタイプの高級車である。

## 概要
1994年にデビューした「DB7」は、1960年代後半に発売された「DBS」以来、23年ぶりに「DB」の称号がモデル名に与えられたモデルである。
当時同じくフォード・モーター傘下にあったジャガーのスポーツモデル「ジャガー・XJS」をはじめとするジャガーの各モデルとの部品の共通化が、1989年に発表された「ヴィラージュ」よりも進められ、直列6気筒3.2リッターエンジンやシャシーのみならず、多くの電装系も共有している。
1999年にマイナーチェンジを行い、ヤマハ発動機がフォード・トーラスの高性能版SHO用に設計したV型6気筒DOHC（3リッター・24バルブ）エンジンを二基つなげた形で生まれたV型12気筒エンジンが投入され、トランスミッションや内外装もアップデートされた。2004年に生産を終了し「DB9」が後継車種となった。

## 開発
1987年にアストン・マーティンがアメリカの「フォード・モーター」に買収（完全買収の完了は1991年）された後に、フォードから出向してきたウォルター・ヘイズ率いるアストン・マーティンの新しい経営陣によって主導された、全く新しいモデルの開発プロジェクトである「NPXプロジェクト」として開発がスタートした。
1989年に発表された「ヴィラージュ」よりも廉価で、かつ電装系や駆動系を中心に近代化されると同時に、新しくはあっても「アストンマーティンらしさ」を強く押し出した内外装のデザインを持つことを目標とされた。
なお、当時のアストン・マーティンはフォードの資本による経営再建が行われている最中であり、新たな技術を導入し自動化が進んだ新工場で製作されることに併せて、開発費の回収を早急に行う必要があったことや、同様の理由から開発費が制限されたことから、シャシーやエンジン、電装系や駆動系、そして内装パーツに、時を同じくしてフォード傘下になっていたジャガーの「XJ」や「XJS」と共通のものを多用することが決定したが、これらが最終的には工作精度や品質の劇的向上に大きく貢献した。
アストンマーティンの経営再建が行われている最中であることもあり、全体の開発からテストに至るまで、ジャガーのレーシングカーやスポーツモデルの開発を行っていた、元レーシングドライバーのトム・ウォーキンショー率いる「トム・ウォーキンショー・レーシング（TWR）」の手にゆだねられた。
デザインは、当時フォードの「ギア・スタジオ」から「TWR」にヘッドハントされたばかりの、現ジャガーのデザインチーフディレクターのイアン・カラムが手がけた。
なお開発チームには、TWRでレーシングカーの開発に関わっている者だけでなく、往年のフォーミュラ1チャンピオンのジャッキー・スチュワートも加わっているほか、発表直後に死去した、「DB」の名称の元となった元アストン・マーティンのオーナーのデビッド・ブラウンも監修を行った。

## 生産

### 前期型（1994年-1998年）

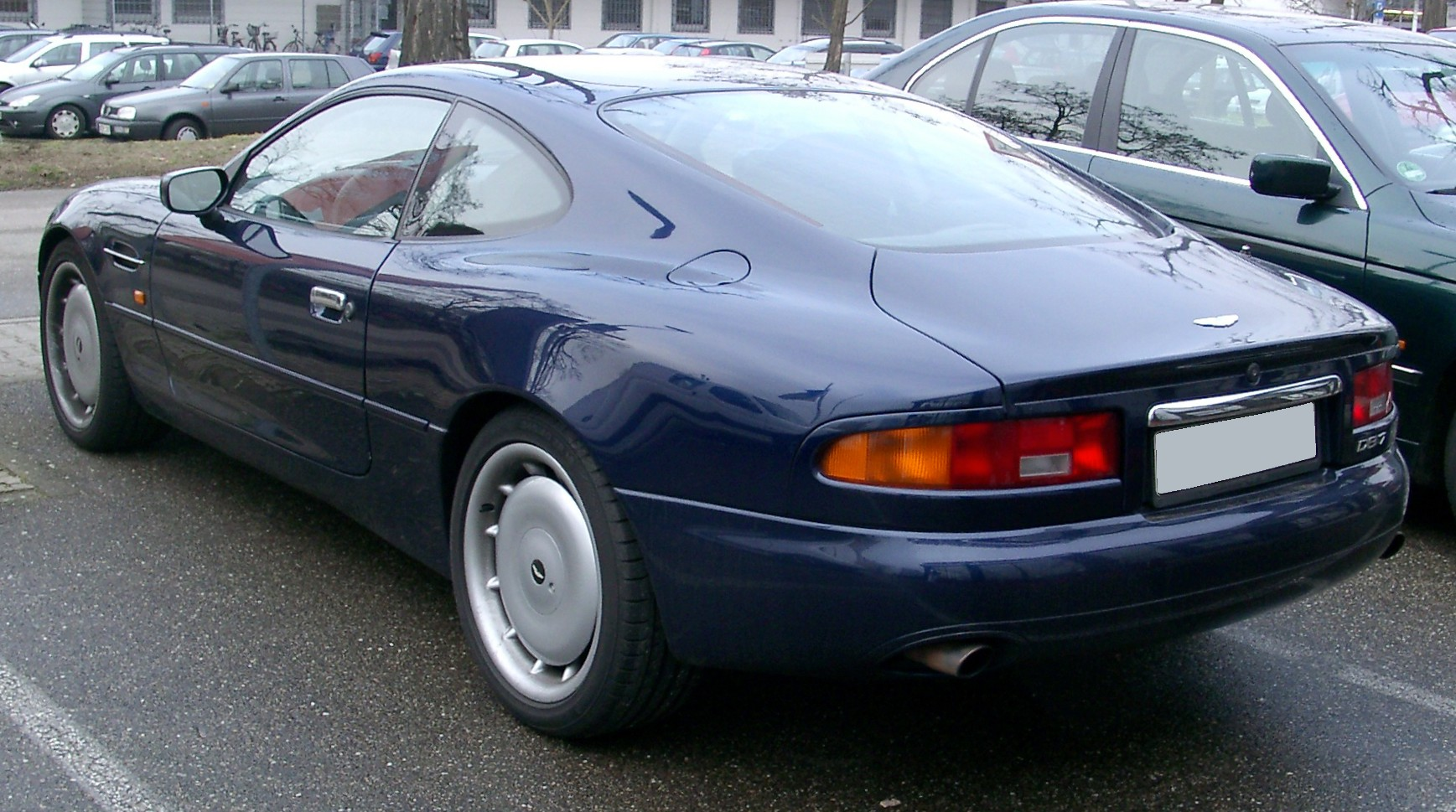
DB7のリアビュー

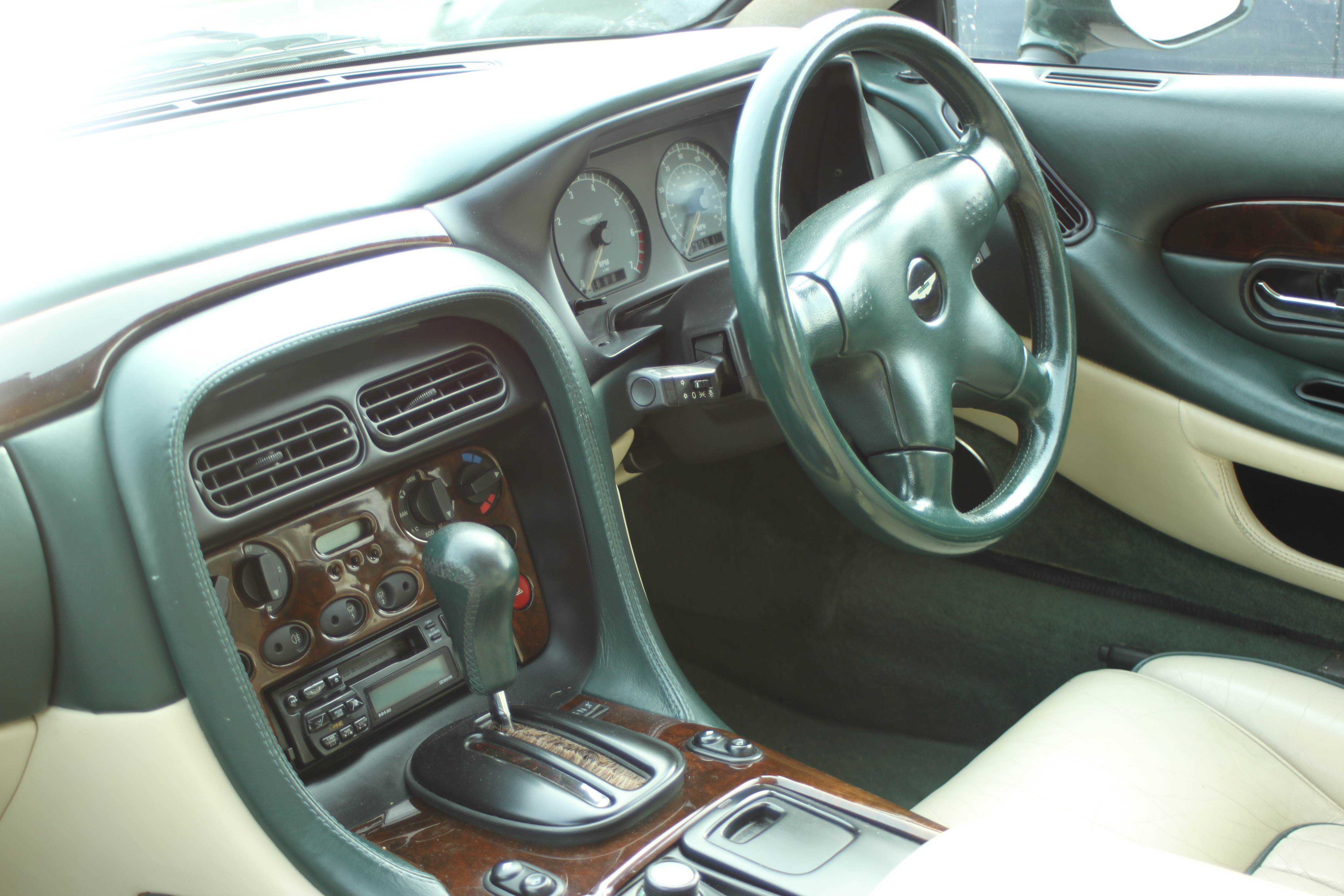
DB7のインテリア

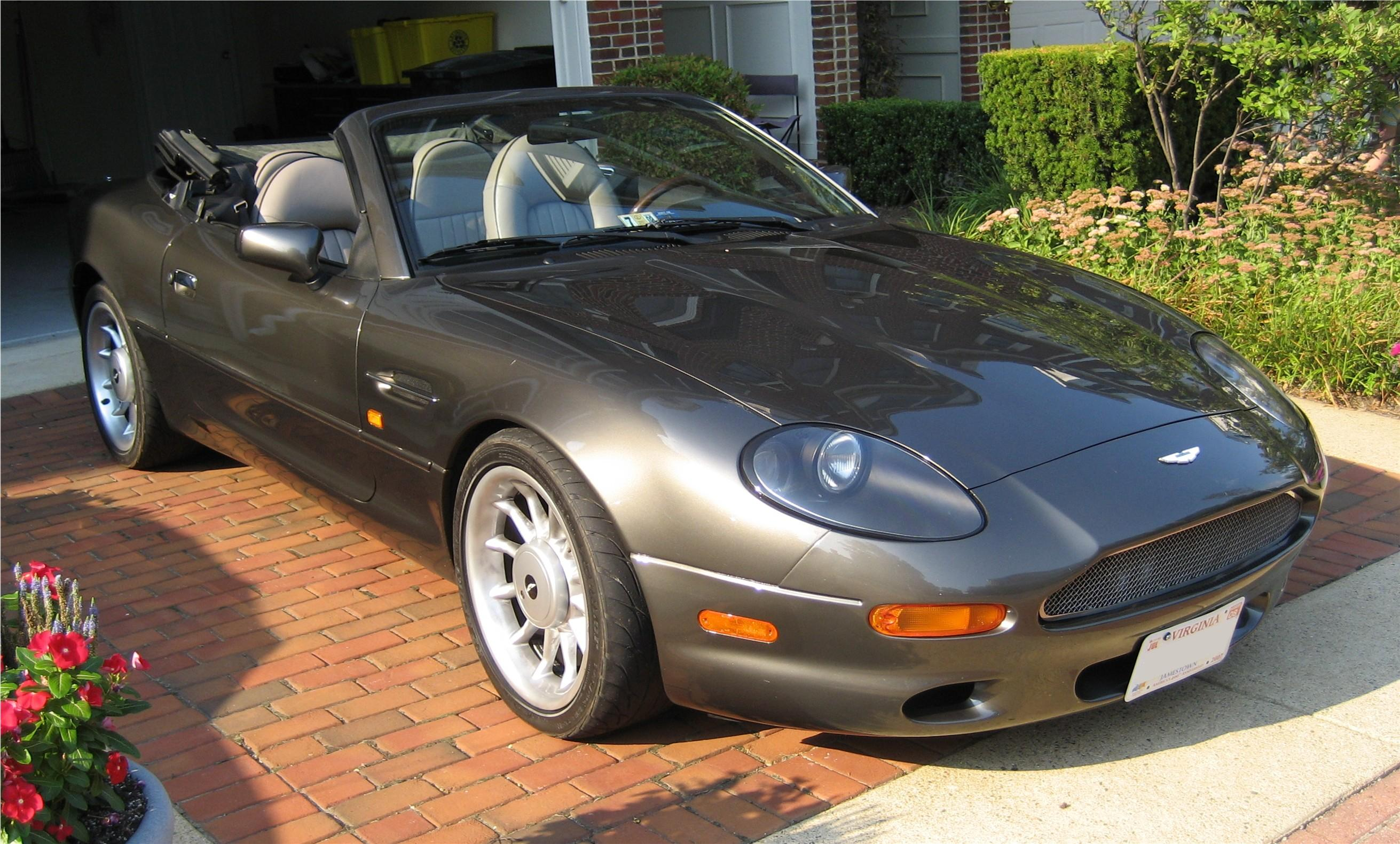
DB7 ヴォランテ

1993年のジュネーブモーターショーで発表され、1994年から発売された。なお生産は、旧態化したニューポート・パグネル工場ではなく、新たに買収されてフォードの最新の生産技術が導入され、以前は「ジャガー・XJ220」の生産も行われていたバンバリーにある新工場で行われた。なお車体のペイントは、バンバリーでは行われず、当時クルーにあったロールスロイスの工場で行われた。
エンジンは1990年より「ジャガー・XJS」及び「XJ6」に採用されていた直列6気筒3.2リッター（AJ6）エンジンに、アメリカの「イートン」のルーツ型スーパーチャージャーを追加し出力を向上させたものが使用され、トランスミッションは「XJS」からの流用であるジェネラル・モーターズ製の4速ATと、ゲトラグ製の5速MTが使われているが、当時のジャガー名物であったATの「Jシフト」は採用されていない。
電装系や内装パーツにフォードやジャガー、マツダと共通のものを多用することで、かつてないほど近代化が進むと同時にコスト効率の向上、工作精度の向上が図られたれたが、インテリアには、より上質なコノリー製のレザーシートやウッドパネルを使用するなど「アストン・マーティンらしさが保たれている」と評価された。
またエクステリアデザインも、1989年にデビューした「ヴィラージュ」とは違い、アストンマーティンらしい個性が反映された曲線を多用したデザインで、イギリスの自動車雑誌や「トップ・ギア」のジェレミー・クラークソンなどから「アストン・マーティンらしさが表現されている」、「洗練されたデザイン」との評価を受けた。
日本では、前年に「麻布自動車」から引き継いで正規輸入販売代理店となったばかりの「アトランティック・カーズ」の手で、1995年にクーペの「DB7」の販売が始まった。全車左右ハンドルの選択が可能であった。
1996年にドロップヘッド・クーペの「DB7 ヴォランテ」が追加され、同時に全モデルにエアバッグが標準装備された。なお1998年には、イギリスの紳士向けファッションブランドの「アルフレッド・ダンヒル」や、アメリカの高級百貨店の「ニーマン・マーカス」の名を冠した限定モデルも販売された。
イギリス国内のみならず、かねてからアストン・マーティンにとって最大の市場であるアメリカでも好意的に受け入れられ販売は好調に推移した。しかし、スーパーチャージャーを追加し330PS（イギリス仕様は335PS）を出すものの、元々は「ジャガー・XJ」などの大型サルーン用に開発された直列6気筒3.2リッターエンジンは、（スーパーチャージャーが効くまでは）その味付けがおとなしすぎるとの評価を受けたため、よりパワーアップされたエンジンの搭載が期待された。

### 後期型（1999年-2004年）

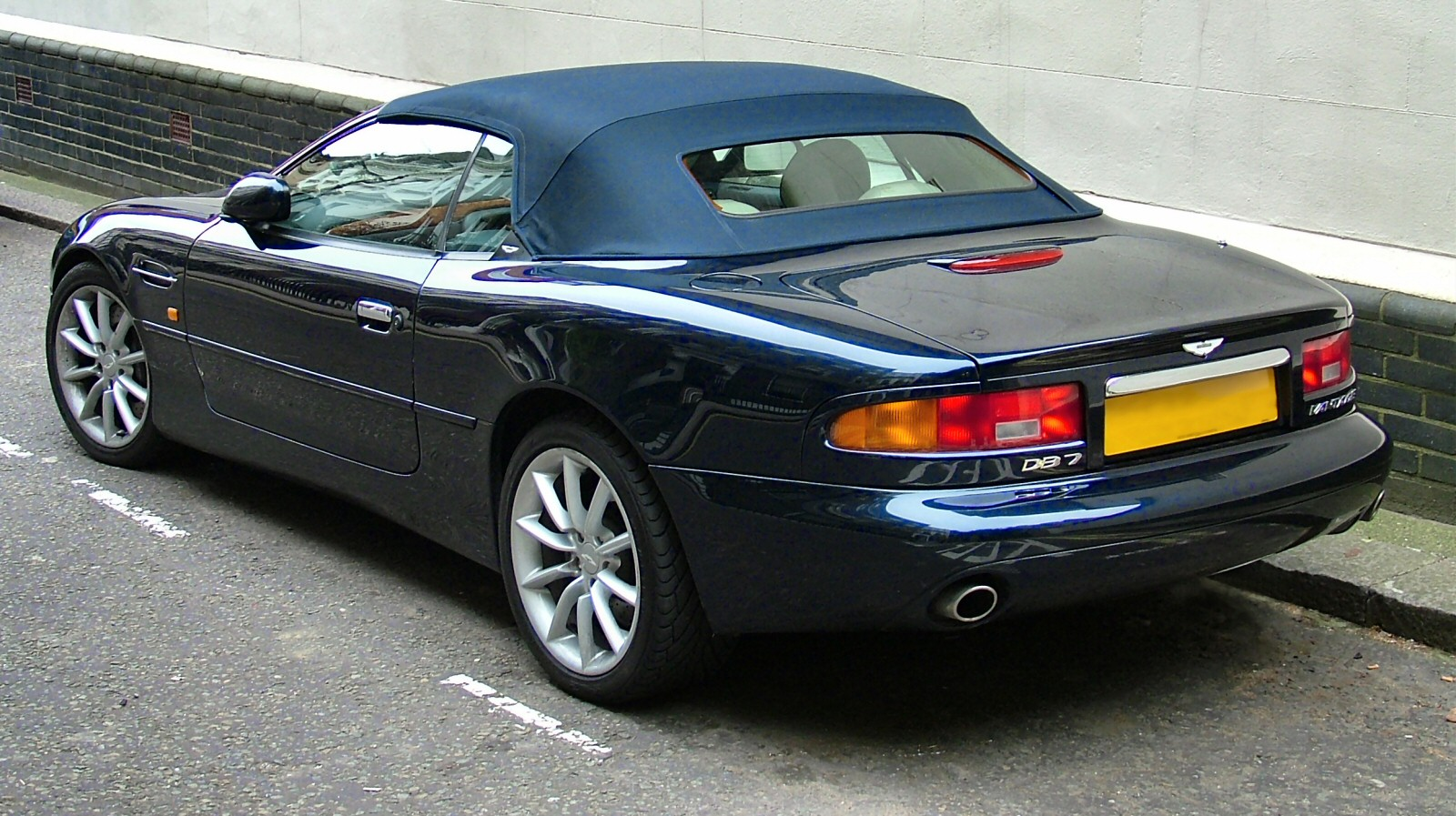
DB7 ヴァンテージ ヴォランテ

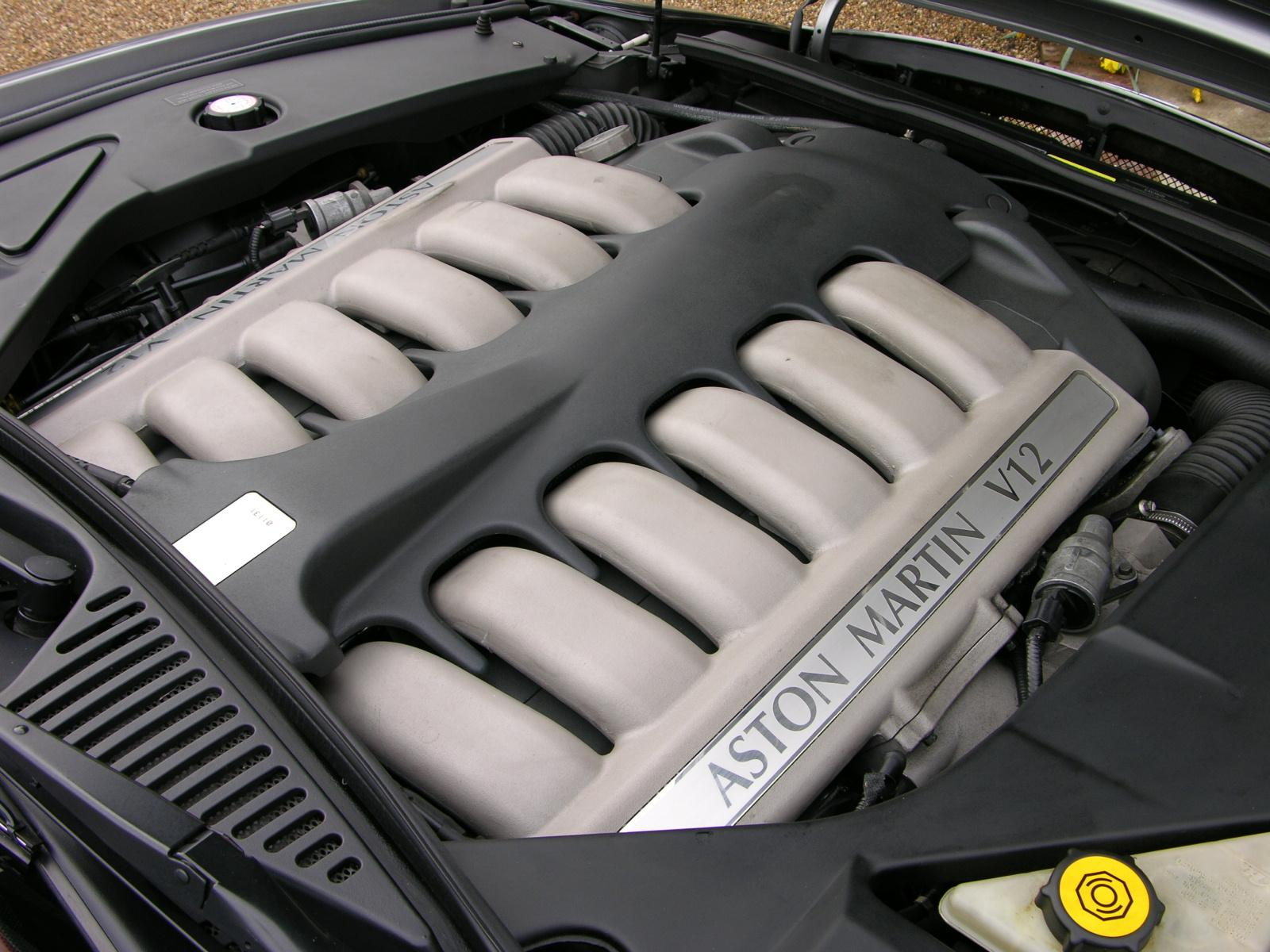
V12型5.9リッターエンジン

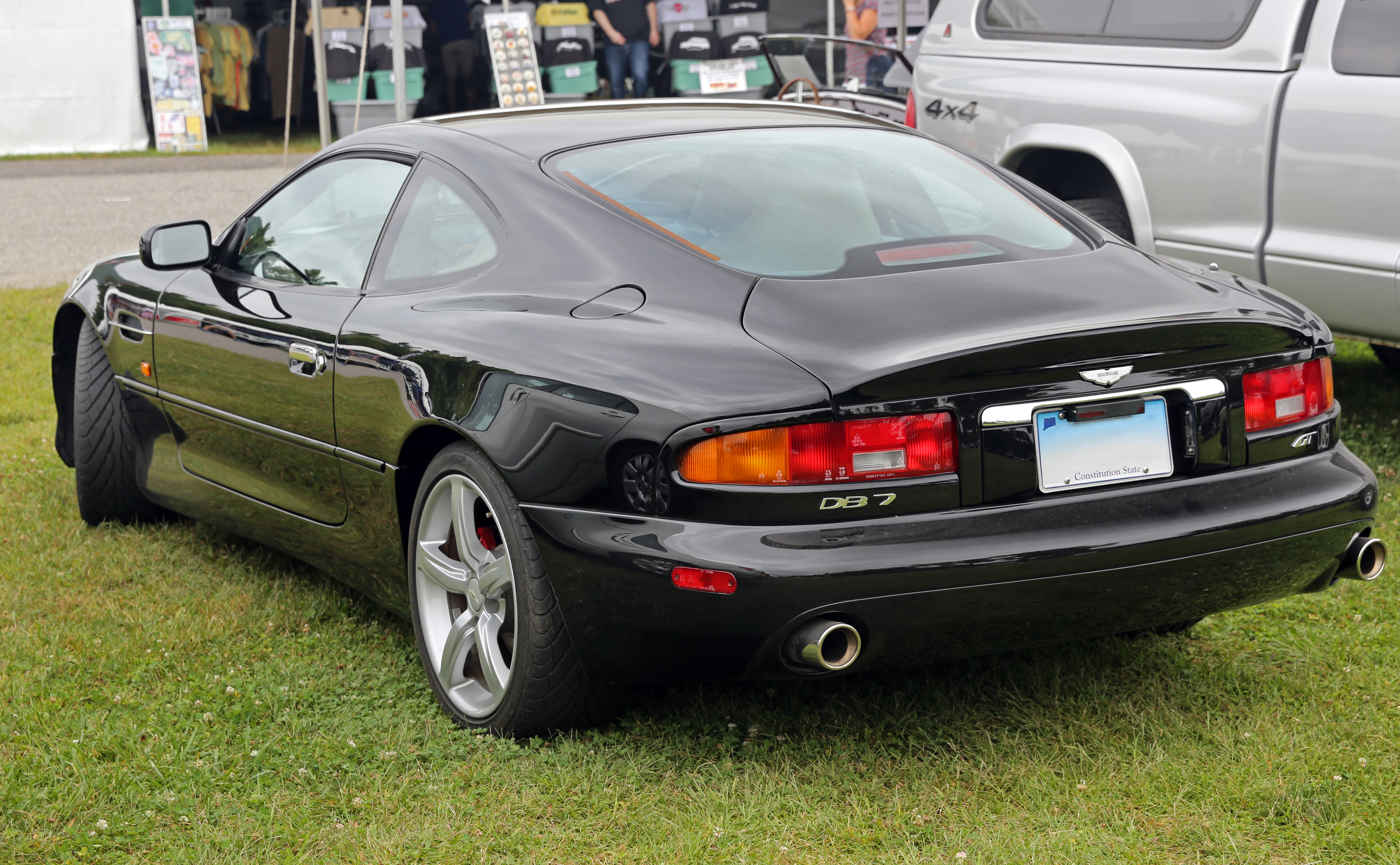
DB7 GT

1999年にマイナーチェンジをほどこし、よりパワフルなエンジンを求める声にこたえる形で、420PSを発生するV12型5.9リッターエンジンを搭載した「DB7 ヴァンテージ」と「DB7 ヴァンテージ ヴォランテ」に切り替わった。このエンジンは、元々ヤマハ発動機がフォード・トーラスのSHO用に設計した乗用車用のV型6気筒から発展したものなので、ほぼ同じ排気量のフェラーリV型12気筒とくらべ、背の高い大きく重いものであった。
なお、これにより直列6気筒エンジンを搭載する「DB7」と「DB7 ヴォランテ」は廃止され、これ以降は久々に復活した直列6気筒エンジン搭載のアストン・マーティンの系譜が途絶えることになった。
同時にパワフルなV12型5.9リッターエンジンに対応するために、トランスミッションの更新（6速マニュアルと5速タッチトロニックが採用された）が行われた。またオプションの19インチタイヤには、「横浜ゴム」のハイパフォーマンスタイヤ「AVS スポーツ」が標準装備された。
さらにフロントに内蔵されたフォグランプなど、フロントを中心とした外装のマイナーチェンジと、レーシングイメージを演出したようなプッシュボタンによるエンジン始動などの演出的な機能の追加や、ダブルエアバッグの採用、シートの形式を中心とした内装のマイナーチェンジが行われ、これまでのヘッドレスト一体式のシートから、シート本体とヘッドレストが別れたシートになった。
ブルーのヴァンテージ（クーペタイプ）が、ローワン・アトキンソン主演のスパイ・コメディ・アクション映画『ジョニー・イングリッシュ』（2003年）に、イギリスの諜報機関MI7から主人公に支給された車として登場している。

### GT/GTA
2002年から2003年にかけて、エンジンが435PSパワーアップされると同時に足回りが強化され、専用のデザインのアルミホイールと控えめな空力パーツがおごられた限定生産モデルの「GT」と「GTA」が生産された。なお生産台数は「GT」と「GTA」併せて302台であった。

### 生産終了
「DB7」シリーズは、アストン・マーティンの新しい経営陣の狙い通りに、メカニズムの近代化と品質の向上、そして生産効率の向上を行うことに貢献しただけでなく、旧退化した生産体制と高い価格のために低く抑えられていたアストン・マーティンの販売台数を世界的に大きく引き上げることに大きく貢献し、アストン・マーティンのモデルとして過去最高の約7,000台を販売して2004年に生産終了した。
その後は、マレク・ライヒマンとヘンリック・フィスカーによりデザインされた完全に新設計のモデル「DB9」に引き継がれた。なお、当初はミッドシップの2座モデルとして開発が進んでいた「DB8」は、市場規模が小さいと判断され開発が凍結された結果、欠番となっている。

## 派生モデル

### DB7 ザガート

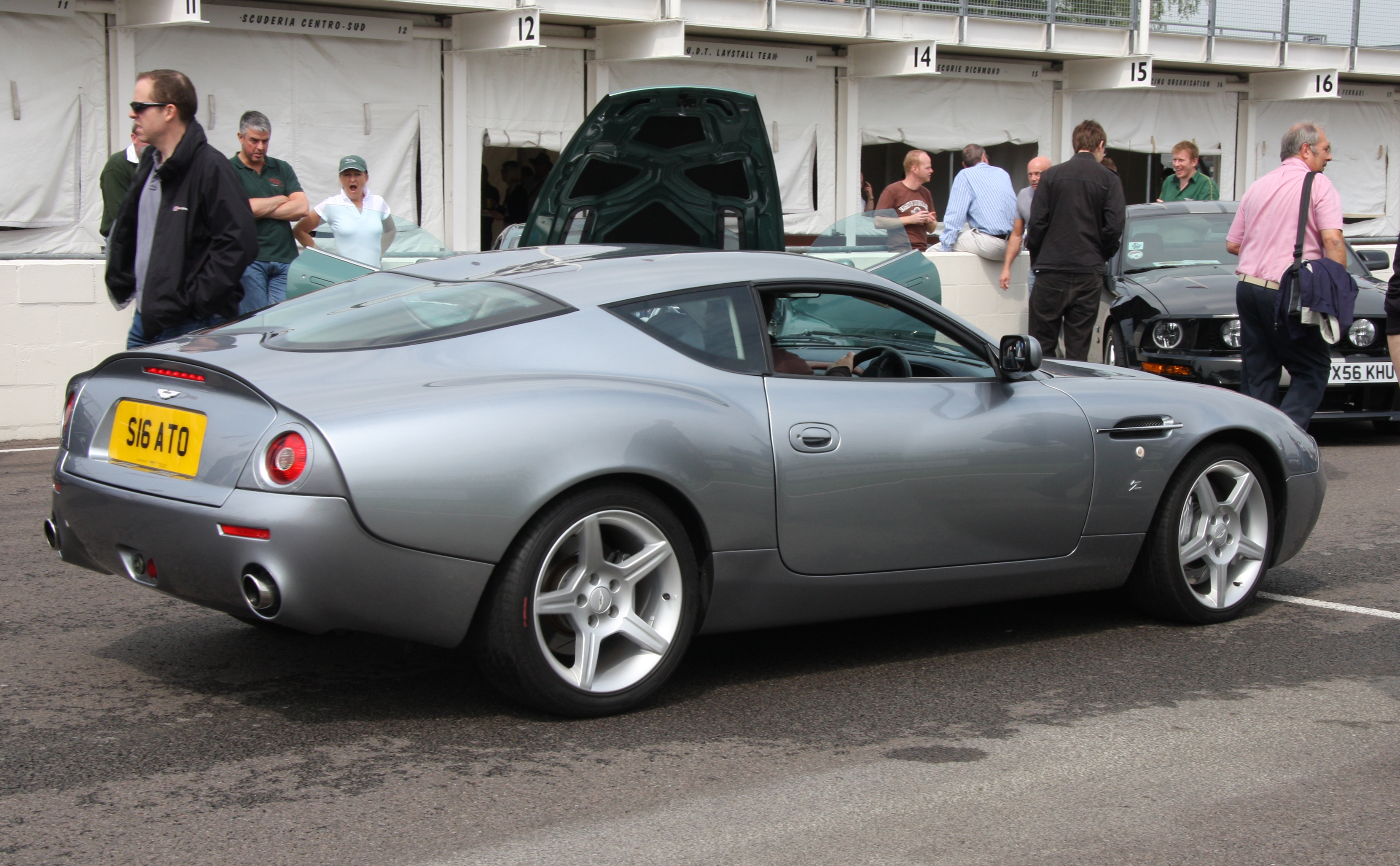
DB7 ザガート

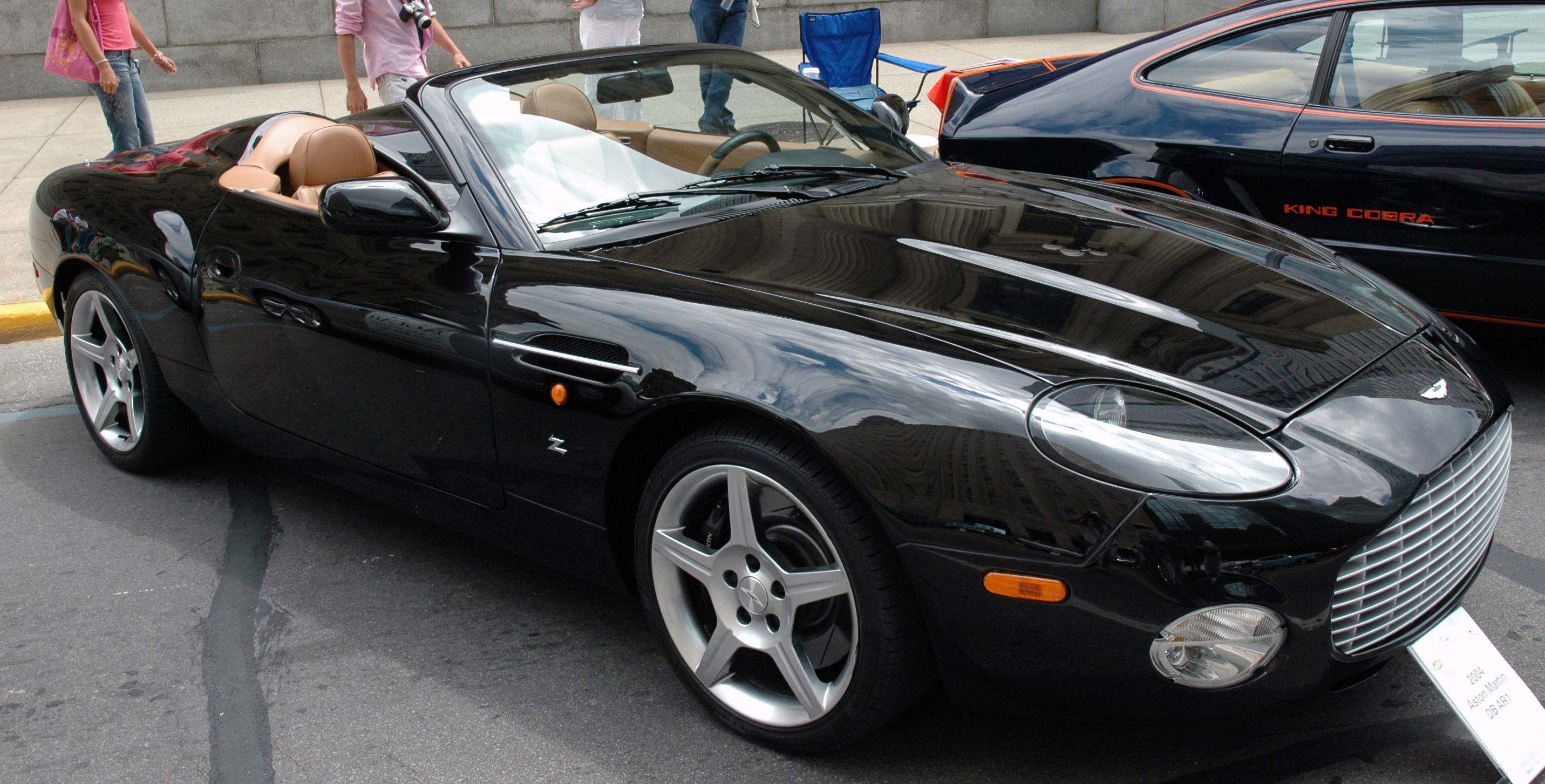
DB AR1

「DB7 ヴァンテージ」の派生モデルとして、アストン・マーティンとかねてから深い関係にあるイタリアのカロッツェリア「ザガート」が内外装をデザインした「DB7 ザガート」が、2002年から2003年にかけて99台が限定販売された（生産台数は各100台）。
「ザガート」伝統のダブルバブル・ルーフが特徴的なデザインを持つ。なお同モデルのエンジンやシャシーは、元となった「DB7 ヴァンテージ」と共通のものである。

### DB AR1
2003年のロサンゼルス・モーターショーで、同じく「ザガート」が内外装をデザインした「DB AR1」（「American Roadster 1」の略）が発表され、99台がアメリカ市場のみで限定販売された（生産台数は各100台）。
「ロードスター」の名の通りに幌も無いモデルで、エンジンやシャシーは、元となった「DB7 ヴァンテージ ヴォランテ」と共通のものである。
なお「DB AR1」は、その後アストン・マーティンから独立し「フィスカー」の経営者となったヘンリック・フィスカーもデザインに参画している。また同車は2004年に公開されたアメリカ映画「オーシャンズ12」に、ヴァンサン・カッセル演じる「フランソワ・トゥルアー」の愛車として登場している。

## 価格とグレード
- DB7/DB7 ヴォランテ（1994年-1999年）
スーパーチャージャー付き 3.2リットル 直列6気筒DOHCエンジン（330PS/48.8kgm）、4速ATまたは5速MT：1800万円（DB7）、1855万円（DB7 ヴォランテ）

- DB7 ヴァンテージ/DB7 ヴァンテージ ヴォランテ（1999年-2004年）
5.9リットル V型12気筒DOHCエンジン（420PS/54.5kgm）、5速ATまたは6速MT：1565万円（DB7 ヴァンテージ）、1675万円（DB7 ヴァンテージ ヴォランテ）